# Nephrotoma unicornis
Nephrotoma unicornis är en tvåvingeart som beskrevs av Alexander 1961. Nephrotoma unicornis ingår i släktet Nephrotoma och familjen storharkrankar.
Artens utbredningsområde är Madagaskar. Inga underarter finns listade i Catalogue of Life.